# Vlag van Chicago
De vlag van Chicago bestaat uit twee lichtblauwe horizontale strepen en vier rode sterren met elk zes punten. De strepen bevinden zich op ongeveer een zesde van de onder- en bovenkant van de vlag. De sterren staan naast elkaar in het midden van de vlag opgesteld.
De vlag werd in 1917 aangenomen nadat het ontwerp de vlagwedstrijd had gewonnen. De vlag werd ontworpen door Wallace Rice, een Amerikaanse schrijver en vexilloloog. Oorspronkelijk had de vlag maar twee sterren, tot ze in 1933 een derde ster en in 1939 een vierde ster kreeg.
In een enquête van de North American Vexillological Association bleek dat de vlag van Chicago gemiddeld een 9,03 van 10 kreeg en daarmee de op een na populairste vlag van Amerikaanse steden en gemeenten was, na de vlag van Washington D.C..
|  |  |

## Betekenis

### Strepen
De drie witte strepen op de vlag verwijzen elk van boven naar onder naar de North, West en South Side van de stad. De bovenste blauwe streep symboliseert het Michiganmeer en de noordelijke arm van de Chicago rivier. De onderste blauwe streep symboliseert op zijn beurt de zuidelijke arm van de rivier en The Great Canal. Het blauw van de vlag werd door Wallace beschreven als "de kleur van het water".

### Sterren
Op de vlag staan vier rode zespuntige sterren. De sterren hebben zes in plaats van vijf punten omdat vijf punten waren voorbehouden aan de staten. Chicago was daarmee de eerste stad die zespuntige sterren op zijn vlag had.
De sterren hebben de volgende betekenis:
- Ster uit 1917: deze ster staat voor de Grote Brand van Chicago van 1871. De zes punten vertegenwoordigen de deugden van religie, onderwijs, esthetiek, rechtvaardigheid, weldadigheid en burgertrots.
- Ster uit 1917: deze ster symboliseert de World's Columbian Exposition van 1893. De zes punten symboliseren transport, arbeid, handel, financiën, bevolking en gezondheid.
- Ster uit 1933: deze ster verwijst naar de Wereldtentoonstelling van 1933, te Chicago. Haar zes punten staan voor het feit dat Chicago toen de tweede grootste stad van de VS was na New York, voor het stadsmotto Urbs in horto (Stad in een tuin), het tweede motto I will, de Great Central Marketplace, Wonder City en Convention City.
- Ster uit 1939: de laatste ster op de vlag herdenkt Fort Dearborn en haar zes punten symboliseren de autoriteiten waartoe de stad in het verleden behoorde: Frankrijk (1693); Groot-Brittannië (1763), Virginia (1778), Noordwestterritorium (1789), Indiana Territory (1802) en Illinois (1809) en als staat (1818).

Er is al enkele keren voorgesteld om nog een vijfde ster toe te voegen - bijvoorbeeld voor de Great Flood in 1992 - maar dit werd nooit doorgevoerd.

## Geschiedenis
In 1915 benoemde burgemeester William Hale Thompson een gemeentelijke vlaggencommissie onder voorzitterschap van wethouder James A. Kearns. Onder de commissieleden bevonden zich de rijke industrieel Charles Deering en de impressionistische schilder Lawton S. Parker. Parker vroeg lector en dichter Wallace Rice om de regels op te stellen voor een openbare wedstrijd voor het beste vlagontwerp. Er werden meer dan duizend inzendingen ontvangen. Het 318th Cavalry Regiment nam de vlag op in hun insigne.

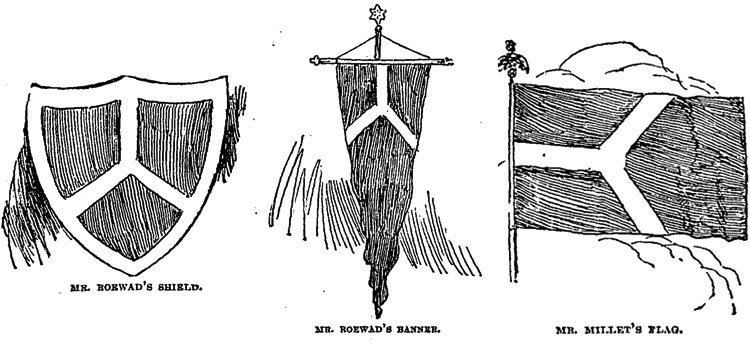
Schetsen voor de vlag van een wedstrijd uit 1892. Dit ontwerp werd uiteindelijk gebruikt in de gemeentelijke vlag.
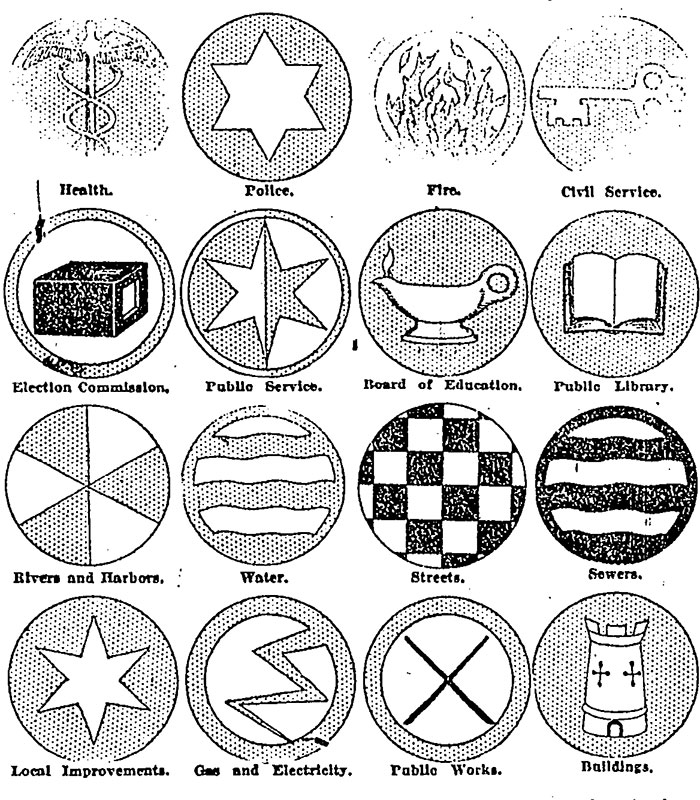
Drieëntwintig andere iconen die werden besteld en die verschillende stadsafdelingen vertegenwoordigen, konden op de vlag van die afdeling worden geplaatst.
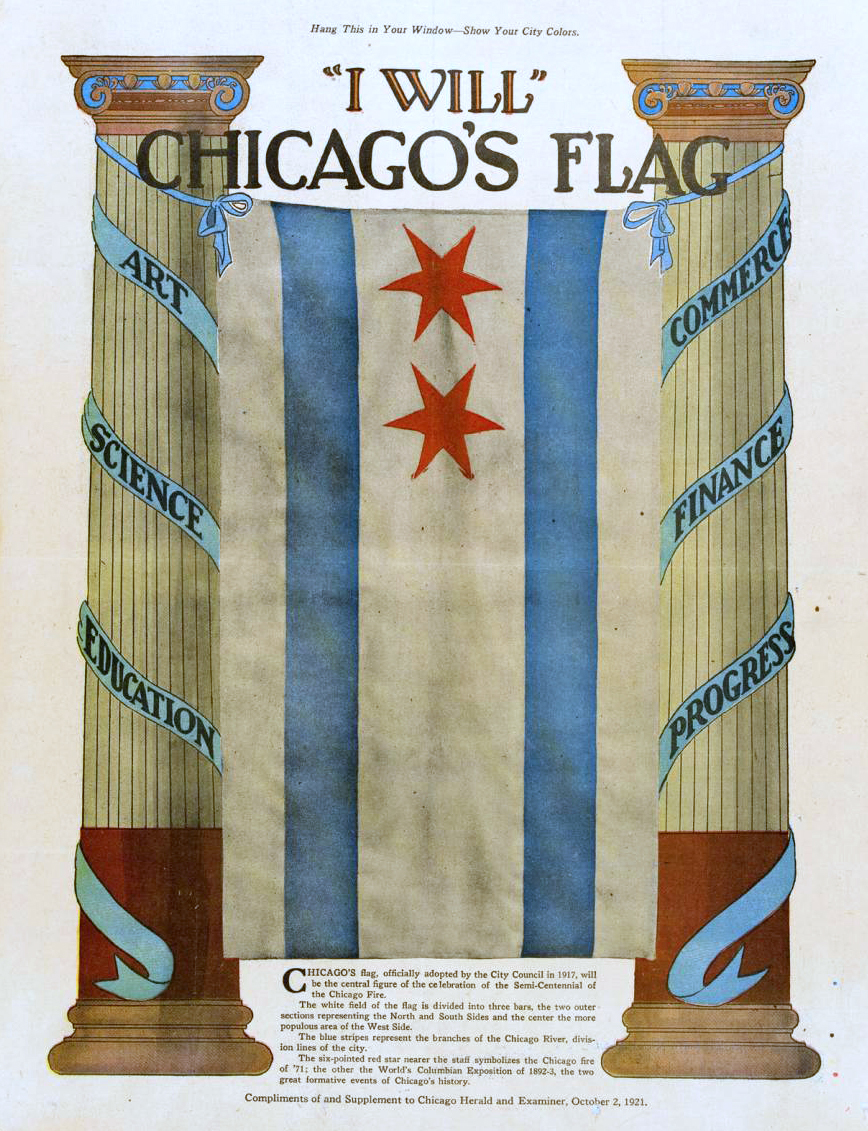
Chicago vlag van 1917 poster, met "I Will" motto
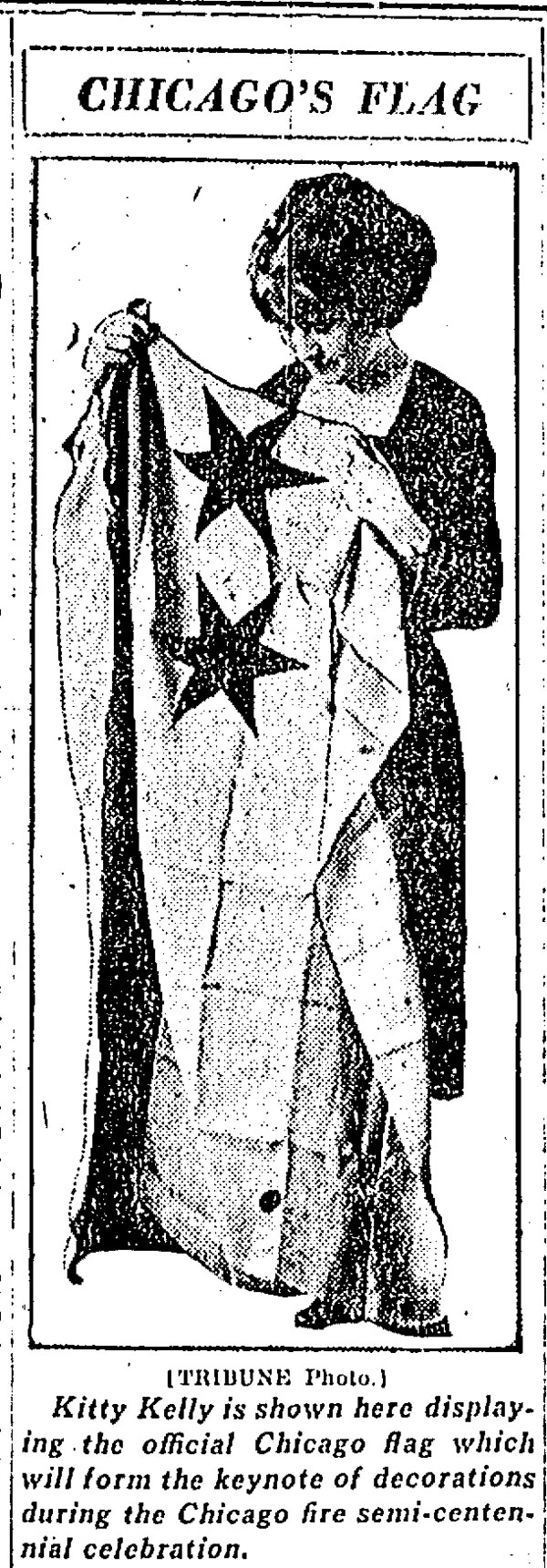
Kitty Kelly holding Flag of Chicago uit de Chicago Tribune, 1921. Let op de twee sterren die toen op de vlag stonden.

## Galerij

?Ontwerp vlag voor Chicago, gemaakt in 1892 door Francis Davis Millet naar een ontwerp van Alfred Jensen Råvad. Hoewel de vlag nooit werd goedgekeurd door het stadsbestuur, werd hij veel gebruikt als onofficiële stadsvlag, met name tijdens de World's Columbian Exposition. Uiteindelijk werd hij vervangen door de eerste officiële vlag van Chicago in 1917.
Distinctive Unit Insignia van het 318th Cavalry Regiment
?Vlag van de 31ste bijeenkomst van het NAVA (North American Vexillological Association) in Chicago. Het NAVA ontwerpt vaker wel eens een vlag gebaseerd op de vlag van de thuisstad waar ze hun bijeenkomst houden.